# ژرژ ساند
آمانتین اُرُر لوسیل دوپَن (به فرانسوی: Amantine Aurore Lucile Dupin) و بعدتر بارونس دودوان (به فرانسوی: Baroness Dudevant) (پاریس، ۱ ژوئیه ۱۸۰۴–۸ ژوئن ۱۸۷۶)، که بیشتر با نام مستعار ژرژ ساند (به فرانسوی: George Sand) شناخته می‌شود یک زن رمان‌نویس رمانتیک، نمایشنامه‌نویس، روزنامه‌نگار، اصلاح‌طلب اجتماعی و خاطره‌نگار فرانسوی بود.
امروز کتاب‌های پرشمار ساند کمتر خوانده می‌شود و او را بیشتر به دلیل سبک زندگی نامتعارف و روابط عاشقانهٔ متعددش می‌شناسند اما در سدهٔ نوزدهم او یکی از تأثیرگذارترین زنان زمانهٔ خود و مهم‌ترین نویسندهٔ زن فرانسه بود. در دههٔ سوم قرن نوزده او که از آثارش برای ترویج و آموزش اصلاحات سوسیالیستی استفاده می‌کرد، تصویر کلیشه‌ای از زنان، کارگران، دهقانان و طبقات فرودست را تغییر داد. او نخستین نویسنده‌ای بود که زندگی کارگران و کشاورزان و کودکان را در رمان‌های خود به تصویر کشید و گونه‌ای از رمان به نام رمان روستایی را ابداع کرد که فرم داستان‌های شفاهی پای بخاری را داشت و آداب و رسوم و سنت‌های اجتماعی منطقهٔ سکونتش در کودکی را که با وقوع انقلاب صنعتی به سرعت در حال ناپدید شدن بود روایت می‌کرد ساند از پیشگامان ادبیات فمینیستی بود و در آثارش قواعد ازدواج و نگاه کلیشه‌ای مردانه به نقش زن را به چالش می‌کشید.
شخصیت قدرتمند، زندگی نامتعارف، دیدگاه‌های رادیکال سیاسی و استعداد ادبی ساند او را به شخصیت افسانه‌ای در ادبیات فرانسه در زمان خود و پس از آن بدل کرده‌است. او در زمان خود از پرفروش‌ترین نویسندگان فرانسه بود و در محبوبیت و تعدد و تنوع آثار با ویکتور هوگو رقابت می‌کرد.
ساند زنی بود که به جای پوشیدن لباس‌های زنانه لباس‌های مردانه می‌پوشید، در مجامع عمومی سیگار می‌کشید و در مکان‌هایی رفت‌وآمد می‌کرد که در آن زمان برای زنان پسندیده نبودند. رفتارهای خلاف عرف ساند و زندگی نامتعارفش در زمان خود منتقدان بسیاری داشتند. با این حال این زن شورشی در قلب زندگی روشنفکرانه و هنری فرانسه قرار داشت و دایرهٔ دوستانش فرانتس لیست، اوژن دولاکروا، گوستاو فلوبر و انوره دو بالزاک را دربرمی‌گرفت. نویسندگان غیر فرانسوی بسیاری نیز از جمله هنری جیمز، جورج الیوت، داستایوفسکی، تورگنیف و میخائیل باکونین شیفتهٔ او بودند. تأثیر ساند بر نویسندگان انگلیسی‌زبانی چون خواهران برونته، الیزابت برت براونینگ و جورج الیوت انکار نشدنی‌ست.
ساند با فردریک شوپن رابطه‌ای عاشقانه داشت که این رابطه دو سال پیش از مرگ شوپن پایان یافت.
ژرژ ساند در طول زندگی خود بیش از ۷۰ رمان، ۲۶ داستان کوتاه/ نوولا و بی‌شمار مقاله نوشت. ۲۵ نمایشنامهٔ او در زمان حیاتش در تئاتر حرفه‌ای روی صحنه رفت. او همچنین خودزندگی‌نامه‌ای به نام داستان زندگی من نوشت که مورد تحسین منتقدان قرار گرفت. مجموعهٔ نامه‌نگاری‌های ساند با افراد مختلف که از سال ۱۸۱۲ (زمانی که هشت سال بیشتر نداشت) آغاز و تا پایان عمرش ادامه داشت در مجموعه‌ای ۲۶ جلدی جمع‌آوری شده‌است.

## نسب خانوادگی
پدر اُرُر، موریس دوپن، ستوان بازنشستهٔ ارتش جمهوری، بود و مادرش، سوفی ویکتوری دولابُرد، زنی غیر اشرافی و فرزند یک پرنده‌فروش پاریسی. پدر و مادر اُرُر یک ماه پیش از تولد او در ۱ ژوئیه ۱۸۰۴ در پاریس ازدواج کردند.
پدربزرگ پدری اُرُر، ام. دوپن دو فرانکویی، با بیوهٔ کنت هورن ازدواج کرده بود. کنت هورن فرزند نامشروع لوئی پانزدهم بود و همسرش (مادربزرگ پدری اُرُر) فرزند مارشال ژنرال فرانسه، موریتس زاکسن بود که خود مشهورترین فرزند نامشروع آگوست دوم، پادشاه لهستان، و یک اشراف‌زادهٔ آلمانی بود. ژرژ ساند که سخت به اصل وراثت معتقد بود فصل کاملی از کتاب خودزندگی‌نامه اش، داستان زندگی من(۱۸۵۷) را به تشریح شجره‌نامهٔ پیچیده‌اش اختصاص داده‌است و به «خون اشرافی» ای که در رگانش جریان دارد می‌بالد. او بی آن که پروایی از تولدهای نامشروع در خانواده‌اش داشته باشد نسب خود را به لویی شانزدهم و شارل دهم می‌رساند و در عین حال خود را "vilaine et très vilaine" (زمخت و ناهنجار مثل یک دهاتی) می‌نامد.

## کودکی و جوانی
اُرُر در پاریس به دنیا آمد. در ۴ سالگی پدرش درگذشت و تربیت او بر عهده مادربزرگ پدری‌اش قرار گرفت که در نوآن زندگی می‌کرد. یشتر دوران کودکی اُرُر در نوآن، نزد مادربزرگش گذشت. او بعدتر از این مکان در بسیاری از رمان‌هایش استفاده کرد. در سال ۱۸۱۷، به صومعه‌ای انگلیسی در پاریس فرستاده شد و در سال ۱۸۲۰ به نوآن بازگشت جایی که وقت خود را به مطالعهٔ گسترده به زبان انگلیسی و فرانسوی و سوارکاری می‌گذراند. پس از مرگ مادربزرگ در سال ۱۸۲۱، مادرش، سوفی، سرپرستی او را بر عهده گرفت و ارر نوجوان را با خود به پاریس برد. اما رابطهٔ ارر با مادر عامی و ناآموخته‌اش چندان خوب نبود و کم‌کم تحمل یکدیگر برایشان دشوار می‌شد. سوفی در سفری دو سه روزه به خانهٔ یکی از دوستانشان در نزدیکی مولن، ارر را همراه خود برد و سرپرستی موقت او را به خانوادهٔ دوپلسیس سپرد. جیمز و آنژل دوپلسیس که خود ۵ دختر داشتند، پذیرفتند مدتی از ارر نگهداری کنند. گاهی آن‌ها ارر را با خود به پاریس می‌بردند تا تئاتر ببیند. در یکی از این سفرها، ارر با مرد جوانی به نام کازیمیر دودِوان (۱۸۷۱–۱۷۹۵) آشنا شد. کازیمیر ددوان فرزند نامشروع بارون ژان-فرانسوا دودِوان بود و بعدتر لقب پدرش را به ارث برد. این آشنایی در سال ۱۸۲۲، وقتی ارر نوزده ساله بود، به ازدواج منجر شد.

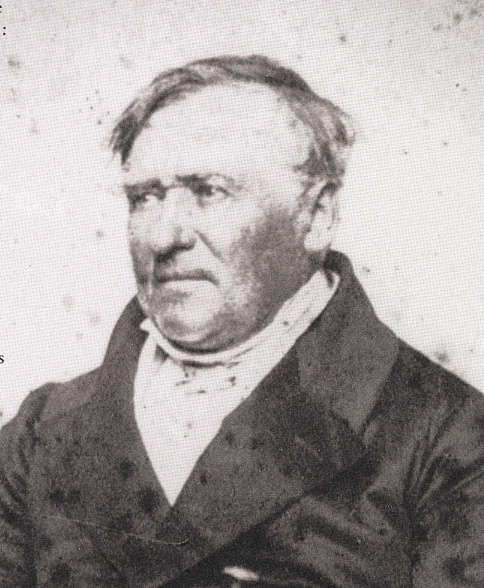
کازیمیر دووان، دههٔ ۱۸۶۰

در سال‌های اول ازدواج، ارر خوشبخت بود اما پس از مدتی از شوهر خوش‌طینت اما نه چندان حساسش دلزده شد و ابتدا رابطه‌ای افلاطونی با یک دادستان جوان و بعدتر رابطه‌ای پرشور با یکی از همسایگانشان برقرار کرد. ساند و دودوان صاحب دو فرزند به نام‌های موریس و سولانژ شدند.
در ژانویهٔ سال ۱۸۳۱، ارر همسرش را ترک کرد تا با شاعری به نام ژول ساندو زندگی کند. در چهار تا پنج سال بعد زندگی‌ای را در پیش گرفت که می‌توان آن را عصیانی عاشقانه نامید. او به پاریس رفت و دوستی نزدیکی با هنری دو لاتوش، مدیر فیگارو، برقرار کرد. برخی مقاله‌های او که با همکاری ژول ساندو نوشته بود با نام مستعار ژول ساند در فیگارو چاپ شد. ساند در فوریهٔ ۱۸۳۶ به شکل قانونی از همسرش جدا شد و فرزندانش را با خود برد.

## کار نویسندگی
ارتباط با ژول ساندو (نویسنده) به انتشار اولین آثار ادبی ارر انجامید. آن‌ها چند داستان را به‌طور مشترک و با امضای ژول ساند منتشر کردند. اولین رمان منتشر شدهٔ او، سرخ و سپید (۱۸۳۱) با همکاری ساندو نوشته شد. بلافاصله پس از انتشار سرخ و سپید، او نخستین رمان مستقل خود، ایندیانا (۱۸۳۲) را با نام ادبی «ژرژ ساند» منتشر کرد. انتشار این رمان به سرعت او را به شهرت رساند. این رمان بیانگر اعتراضی‌است پرشور به قراردادهای اجتماعی‌ای که زن را به رغم خواسته‌هایش به شوهرش پیوند می‌زند و دفاعیه‌ای است برای زنی که همسرش را در جستجوی عشق ترک می‌کند. درون‌مایه بسیاری از نوشته‌های بعدی ساند نظیر ریاکاری ذاتی نهاد ازدواج، عشق ممنوع زن و مردی از دو طبقهٔ اجتماعی متفاوت و اصلاح اجتماعی در این اثر دیده می‌شود. ساند در رمان‌های بعدی‌اش ولنتاین (۱۸۳۲) و لِلیا (۱۸۳۳) آرمان خود از جامعه آزاد را گسترش داد تا روابط اجتماعی و طبقات اجتماعی را نیز دربر بگیرد للیا دربارهٔ تلاش برای یافتن معشوقی‌ست که هم‌آورد عاشق باشد. رمان‌های اولیهٔ ساند سمت و سویی به شدت فمینیستی دارند. در نیمهٔ دوم دههٔ ۳۰، رمان‌های ساند بیشتر جنبهٔ سوسیالیستی به خود می‌گیرند (نظیر اسپیریدیون (۱۸۳۸)، کونسولو (۳–۱۸۴۲) و نمایشنامهٔ هفت رشته از چنگ (۱۸۴۰) که بازآفرینی فاوست گوته است) و در آثار متأخرترش از جمله فادت کوچولو (۱۸۴۹) بازنمایی آرمان‌گرایانهٔ زندگی روستایی و توجه به افراد به حاشیه رانده شدهٔ اجتماع نقش کلیدی دارد. ولنتاین اولین رمان از بسیار رمان‌های بعدی ساند است که قهرمان آن کارگر یا دهقان است
ساند رمان‌های روستایی‌اش از جمله دریای شیطان (۱۸۴۶)، فرانسوا لو شامپی (۱۸۴۸–۱۸۴۷)، فادت کوچولو (۱۸۴۹) و آقایان زن‌نواز بوادوره (۱۸۵۷) را بر اساس طرح‌هایی از تجربیات دوران کودکی‌اش در ییلاق نوشته‌است. رمان زمستانی در مایورکا به اقامت او و شوپن در زمستان ۹–۱۸۳۸ در آن جزیره می‌پردازد.
دیگر رمان‌های او عبارتند از: ایندیانا(۱۸۳۲)، لِلیا (۱۸۳۳)، موپرا (۱۸۳۷)، همسفر فرانسه (۱۸۴۰)، کونسولو (۱۸۴۳–۱۸۴۲) و پروانه‌ای از آنژی‌بو (۱۸۴۵).
آثار تئاتری و قطعات زندگی‌نامه‌ای شامل: داستان زندگی من (۱۸۵۵)، او و او (۱۸۵۹) (دربارهٔ رابطه‌اش با موسه)، دفترچهٔ خاطرات(پس از مرگ در ۱۹۲۶) و نامه‌نگاری‌ها از او منتشر شده‌است. ساند اغلب آثار تئاتری خود را در سالن خصوصی کوچکش در نوآن اجرا می‌کرد.
علاوه بر این، ساند نقدهای ادبی و مقالات سیاسی متعددی نیز نوشته‌است که موقعیت او را به عنوان یک سوسیالیست تثبیت می‌کند. به خاطر شیوهٔ زندگی در کودکی و جوانی، ساند هوادار فرودستان و طبقهٔ کارگر بود. در زمان انقلاب ۱۸۴۸، ساند که دست‌یابی زنان به حقوقشان را راه گریزناپذیر پیشرفت می‌دانست، روزنامه‌ای با همکاری اتحادیهٔ کارگران منتشر کرد و مقالات سیاسی بیشتری نوشت. او در مقاله‌ای نوشت: «من نمی‌توانم به جمهوری‌ای معتقد باشم که با انقلابی آغاز می‌شود که پرولتاریای خود را می‌کُشد.»
مشهورترین نقل قول از ژرژ ساند این است: «تنها شادی در زندگی دوست داشتن و دوست داشته شدن است.»
ژرژ ساند بسیار فراتر از مرزهای فرانسه شناخته شده‌بود و فعالیت‌های اجتماعی، نوشته‌ها و اعتقاداتش با نقدها و نظرات فراوانی اغلب از طرف مشاهیر ادب و هنر جهان همراه بود. ایوان تورگنیف دربارهٔ او می‌گوید: «چه مرد شجاعی بود این زن، و چه زن نیکی.» و آلفرد دو موسه او را «زنانه‌ترین زن» می‌نامد. هنری جیمز، نویسندهٔ آمریکایی، در کتابی به نام ژرژ ساند پیشرفت سریع این زن را در حوزهٔ ادبیات «چشمگیر» می‌داند، «زن جوان نیازمندی که در اتاق محقر کرایه‌ای زندگی می‌کرد و به دنبال کار بود».

## کار سیاسی

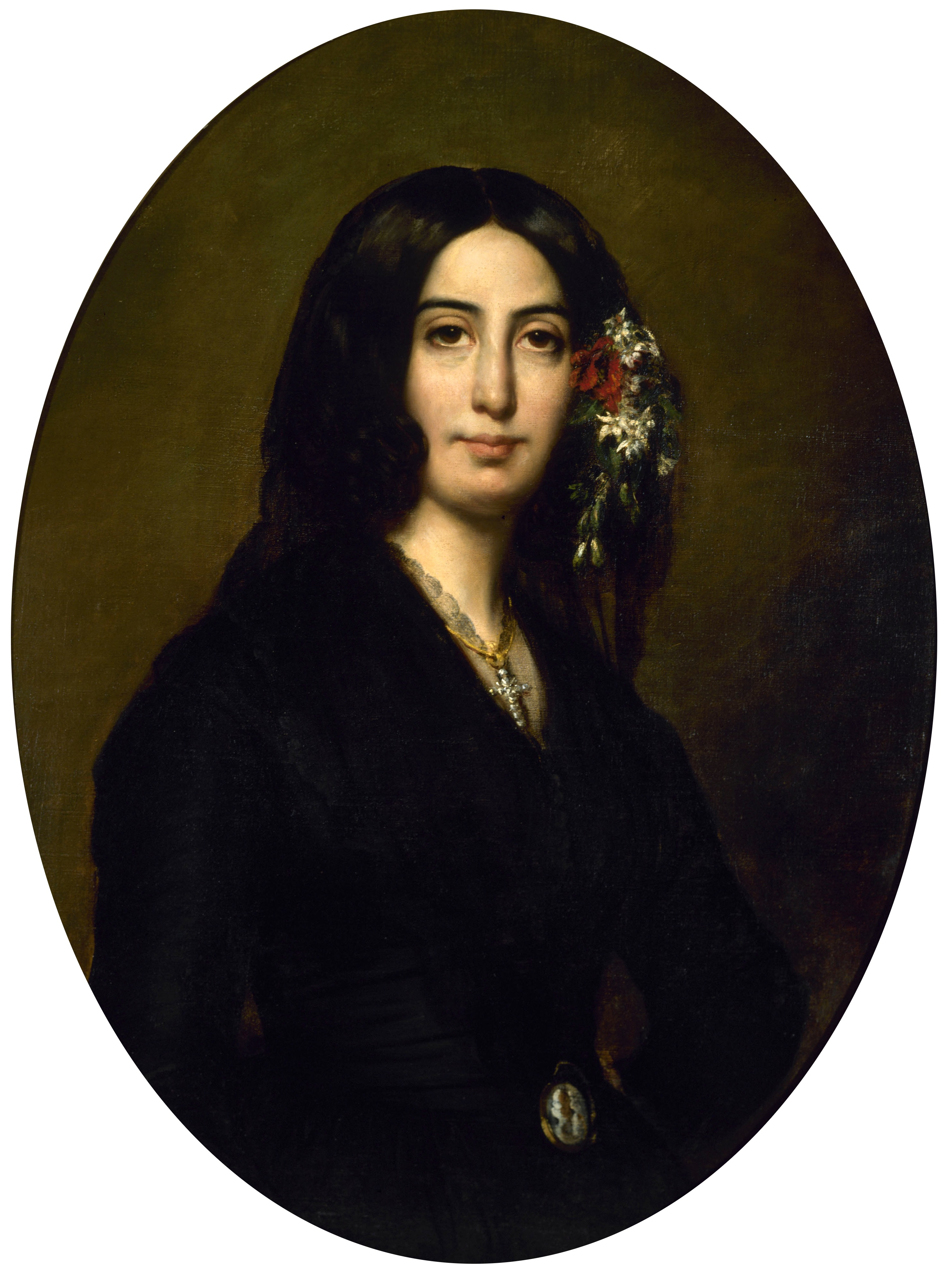
ژرژ ساند در ۳۴ سالگی، ۱۸۳۸

ژرژ ساند حامی بی‌چون و چرای آزادی و برابری برای زنان و طبقهٔ کارگر بود اما عمده فعالیتش در حوزهٔ روشنفکری بود و هرگز عضو هیچ حزب و گروه رسمی‌ای نشد. در انقلاب ۱۸۴۸ فرانسه نقش مؤثری در مبارزه با سلطنت و تبلیغ برای جنبش آزادی‌خواهی ایفا کرد و مقالاتی نیز در حمایت از دموکراسی، زنان و دهقانان فرودست فرانسوی منتشر کرد. او که پس از انتشار این مقالات به عنوان چهره‌ای سیاسی مطرح شده بود از سوی برخی فمینیست‌ها برای نمایندگی مجلس نامزد شد اما از شرکت در انتخاباتی که زنان در آن حق رأی نداشتند سر باز زد. با آغاز خشونت‌ها و سرکوب در ژوئن ۱۸۴۸ ساند پاریس را ترک کرد و به زادگاهش، نوآن، بازگشت. The

## دیدگاه هم‌عصران ساند دربارهٔ او
از زمانی که ژرژ ساند برای تهیهٔ بلیط ارزان‌قیمت نمایش‌هایی که بر آن‌ها نقد می‌نوشت، لباس مردانه به تن کرد. در آن زمان طبقهٔ همکف سالن‌های نمایش مختص مردان بود. از زمانی که ساند در مجامع عمومی شروع به پوشیدن لباس مردانه کرد، شهرت و آبروی او به خطر افتاد. توجیه ساند برای پوشیدن لباس‌های مردانه این بود که این لباس‌ها بسیار بادوام‌تر و ارزان‌تر از لباس‌های معمول یک زن نجیب‌زاده در آن زمان بودند. علاوه بر راحتی، امتیاز دیگری که لباس مردانه برای ژرژ ساند به ارمغان آورد، امکان گشت‌وگذار آزادانه در پاریس و رفت‌وآمد در دادگاه‌ها بود که زنان دیگر (حتی زنانی از طبقهٔ اجتماعی ساند) از حضور در آن‌ها محروم بودند.
سیگار کشیدن ساند در انظار نیز باعث رسوایی بود. در آن زمان نه جامعهٔ اعیان و نه اصیل‌زادگان زیاده‌روی درکشیدن سیگار را برای زنان مجاز نمی‌دانستند، به خصوص به شکل آشکار و در مجامع عمومی (اگرچه ماری دگول، معشوقهٔ فرانتس لیست نیز سیگار می‌کشید). سیگار کشیدن و رفتارهای دیگر ساند برای زنی در اوایل و میانهٔ قرن نوزدهم نامعمول و غیرعادی بود. در آن زمان هنجارهای اجتماعی به خصوص در طبقات بالای اجتماع اهمیتی فوق‌العاده داشت.
در دانشنامهٔ فمینیستی ادبیات فرانسه در توضیح رفتار ساند آمده‌است: ساند در زندگی واقعی با برگزیدن هویت جنسی‌ای که هم زنانه بود و هم مردانه می‌نمود و در آثارش با خلق شخصیت‌هایی از همین دست، محدودیت‌های اجتماع علیه زنان را آشکار می‌کرد. وقتی با لباس مردانه در خیابان‌های پاریس رفت‌وآمد می‌کرد آزادی جسمی و اجتماعی‌ای را تجربه می‌کرد که به عنوان زن از آن‌ها بی‌بهره بود.
شیوهٔ زندگی ساند که از بسیاری جنبه‌ها در آن زمان غیراخلاقی به‌شمار می‌آمد، عاقبت منجر به از دست دادن عنوان بارونس شد. جالب این جاست که در آن زمان زنان طبقات بالای جامعه اجازه داشتند جدا از همسرشان زندگی کنند و به شرط آن که زن و شوهر در ملأ عام رسوایی به بار نمی‌آوردند، از بدگویی و سوء شهرت در امان بودند.
در دههٔ ۱۸۴۰ نامیدن ساند با صفت «نابغه» در میان منتقدان معمول بود، با این حال در نقد آثارش به هیچ‌وجه در میان منتقدان همنوایی‌ای وجود نداشت. برخی از منتقدان شخصیت‌ها و پیرنگ داستان‌های ساند را غیراخلاقی می‌دانستند. برخی دیگر نقد اجتماعی او و مواضع سیاسی رادیکالش را به چالش می‌کشیدند. بسیاری دیگر را صرف وجود توانایی خلق، و شاید حتی نبوغ در یک زن، گیج و سرگشته می‌کرد. منتقد مشهور فرانسوی، ژول ژانین، دربارهٔ او می‌نویسد: «او کیست؟ زن است یا مرد، فرشته یا شیطان، تناقض یا حقیقت؟»
شارل بودلر، شاعر، یکی از منتقدان معاصر ژرژ ساند بود و دربارهٔ او گفته بود: «او احمق و چاق و وراج است. ایده‌های اخلاقی او عمق و ظرافت افکار فراش‌ها و نشمه‌ها را دارد… این واقعیت که مردانی پیدا می‌شوند که دل به این روسپی ببندند، نشان می‌دهد مردان این نسل تاچه حد ذلیل و خوار شده‌اند.»
نویسندگان دیگر هم‌عصر ساند، نظری متفاوت داشتند. فلوبر که به هیچ‌وجه نمی‌توان او را منتقدی صبور و سهل‌گیر دانست، ستایشگر بی‌چون و چرای ساند بود، مارسل پروست هم همین‌طور. انوره دو بالزاک، که ساند را شخصاً می‌شناخت، زمانی گفته‌بود که اگر کسی تصور کند ساند نویسندهٔ بدی است، به دلیل ناکارآمدی معیارهای نقادی‌اش است. او در ضمن متذکر شده بود تشبیه‌های ادبی در آثار ساند نشان می‌دهد که نوشته‌های او از ظرافتی مثال‌زدنی برخوردار است و او می‌تواند «به‌واقع تصویر را در کلام بگنجاند.»

## زندگی خصوصی

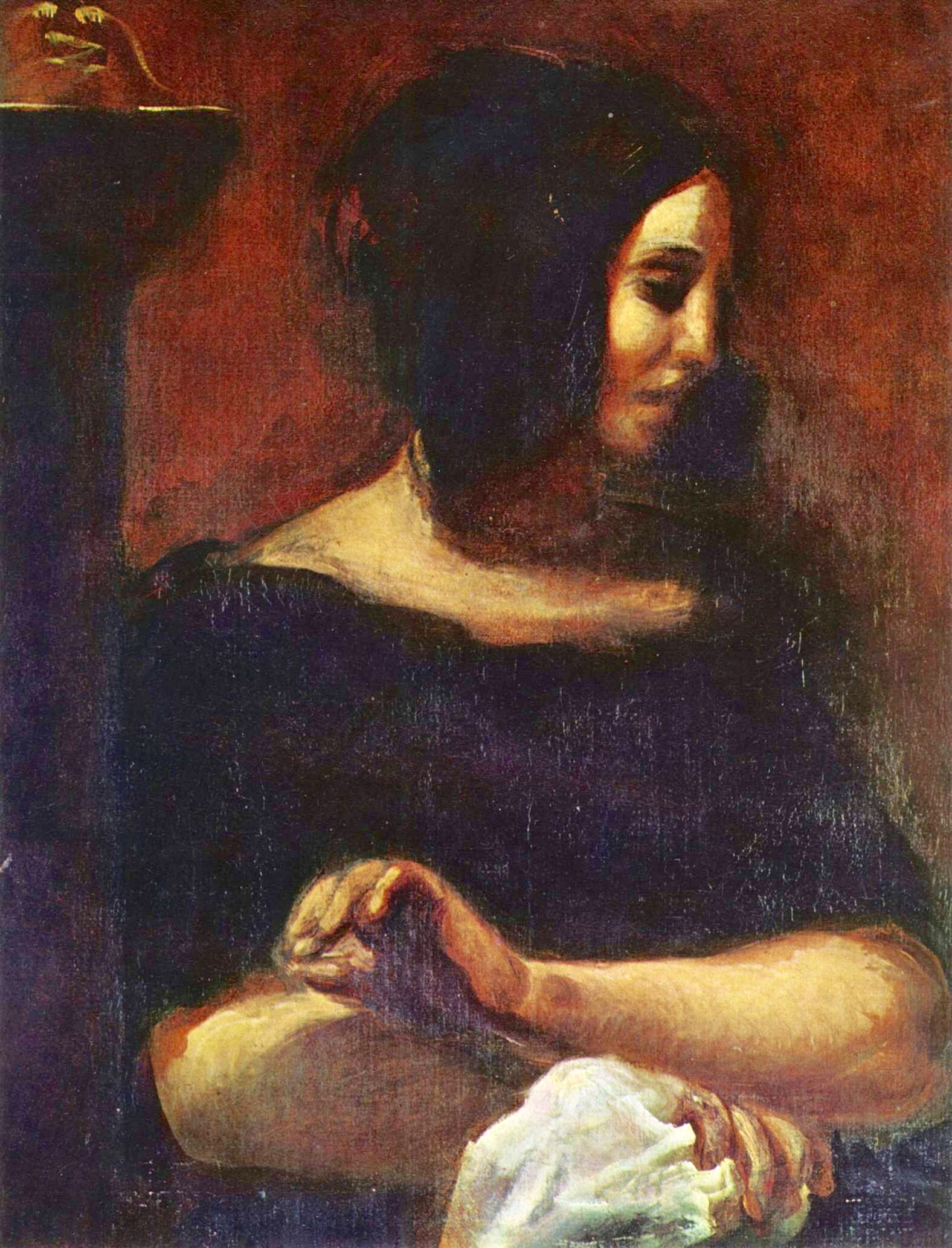
ساند در حال دوخت‌ودوز، اثر دلاکروا، ۱۸۳۸

ژرژ ساند با ژول ساندو (رمان‌نویس) در ۱۸۳۱، پروسپه مریمه (نمایشنامه‌نویس، تاریخ‌دان و باستان‌شناس)، آلفرد دو موسه (شاعر، نمایشنامه‌نویس و رمان‌نویس) در تابستان ۱۸۳۳ تا مارس ۱۸۳۵، لویی-کریستوسوم میشل، پیر-فرانسوا بوکاژ، فلیسین مالفیل و فردریک شوپن از ۱۸۳۷ تا ۱۸۴۷ روابط عاشقانه داشت. بعدتر با گوستاو فلوبر نامه‌نگاری کرد. علی‌رغم خلق‌وخوی ناهمساز و تفاوت در سلیقهٔ زیبایی‌شناسی، در نهایت این دو دوستان نزدیک هم شدند.
او دوستی صمیمانه‌ای نیز با بازیگری به نام ماری دوروال داشت که شایعاتی را دربارهٔ همجنس‌گرایانه بودن این رابطه در پی داشت. این شایعات تأیید نشده‌اند.
ژرژ با شوپن نزد دوستان مشترکشان آشنا شد. او شوپن را «یک فرشته غمگین کوچک» توصیف می‌کرد. چند ماه بعد آن دو صمیمی می‌شوند و برای گذراندن زمستان ۳۹–۱۸۳۸ به اسپانیا می‌روند.
امروز می‌توان از صومعهٔ والدموسا در مایورکا (که در آن زمان متروک بود)، جایی که شوپن، ساند و فرزندانش زمستان ۳۹–۱۸۳۸ را در آن گذراندند، بازدید کرد. ساند سفر به مایورکا را در رمان Un Hiver à Majorque (زمستانی در مایورکا) توصیف کرده‌است. این رمان در ۱۸۵۵ به چاپ رسید. شوپن از ابتدای رابطه با ساند به بیماری سل (یا آن‌طور که اخیراً تصور می‌کنند فیبروز کیستیک) مبتلا بود و سپری کردن زمستان سرد و پر برف و باران در مایورکا و پیدا نکردن مکانی مناسب برای سکونت، بیماری او را وخیم‌تر کرد.
ساند و شوپن دو سال پیش از مرگ شوپن به دلایل متعدد از یکدیگر جدا شدند. ساند در رمان لوکرزیا فلوریانی برای خلق شخصیت کارول، شاهزادهٔ بیمار اهل اروپای شرقی، از شخصیت شوپن به عنوان الگو استفاده کرده‌است. در این رمان هنرپیشهٔ زن میانسالی به نام لوکرزیا که بهار جوانی خود را سپری کرده‌است کار دردناک و طاقت‌فرسای پرستاری از کارول را بر عهده دارد. گرچه ساند مدعی است که در رمانش شوپن را مضحکه نکرده، اما انتشار کتاب و خوانندگان فراوانش ممکن است به تیرگی روابط آن‌ها افزوده باشد. به هر حال مشکل اصلی در رابطهٔ ساند و شوپن، به فرزندان ساند، سولانژ، دخترش و موریس، پسرش مربوط می‌شد. پس از آن که مشاجرهٔ سختی میان سولانژ و شوهرش با ژرژ ساند بر سر پول اتفاق افتاده‌بود، شوپن به روابط صمیمانه‌اش با سولانژ ادامه داد. ساند حمایت شوپن از سولانژ را خیانتی آشکار و نشانهٔ عشق شوپن به سولانژ تعبیر کرد. از طرف دیگر موریس، پسر ساند، هم از شوپن خوشش نمی‌آمد. او می‌خواست خود نقش مرد خانه را بر عهده داشته باشد و شوپن را رقیبی برای این نقش می‌دانست.
ساند هرگز از شوپن نخواست نزد آن‌ها بازگردد. در سال ۱۸۴۸ شوپن از توری در انگلستان به پاریس بازگشت و در پلس وندوم از دنیا رفت. در زمان مرگ شوپن آه در بساط نداشت و دوستانش ناچار شدند هزینهٔ اقامت او در پاریس و بعدتر هزینه‌های مراسم خاکسپاری در مدلین را بپردازند. در مراسم خاکسپاری شوپن بیش از ۳۰۰۰ نفر از جمله دلاکروا، لیست، ویکتور هوگو و مشاهیر دیگری شرکت کردند. ژرژ ساند در مراسم حاضر نشد.

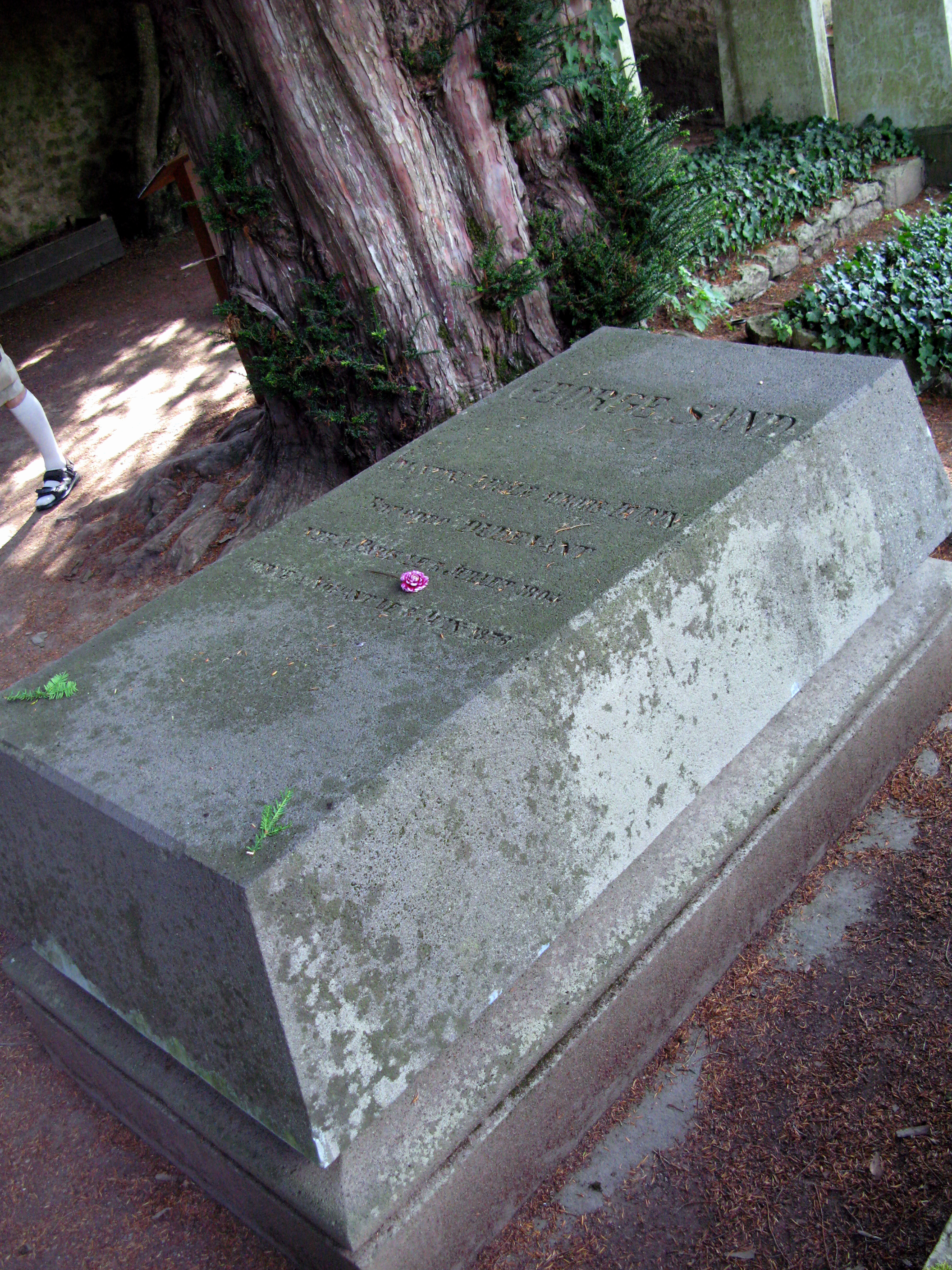
آرامگاه ساند در نوآن

## مرگ
ژرژ ساند در ۸ ژوئن ۱۸۷۶، اندکی پیش از تولد ۷۲ سالگی‌اش، در نوآن، در نزدیکی شاتورو، در شهرستان اندر به دلیل بیماری انسداد روده درگذشت. به هنگام مرگ، موریس ساند به همراه همسر و دو دخترش و سولانژ ساند در کنارش بودند. ژرژ ساند مایل نبود طبق آیین کاتولیکی دفن شود. پس از مرگ او، مشاجره‌ای بر سر نحوه برگزاری مراسم میان پسر و دخترش درگرفت و سولانژ در این مشاجره پیروز شد و در نهایت ساند در حضور کشیشان کاتولیک و در زمین خانه‌اش به خاک سپرده شد. حدود ۲۰۰ نفر برای شرکت در مراسم حاضر بودند. شاهزاده ناپلئون جروم (پسر ناپلئون سوم) و گوستاو فلوبر از کسانی بودند که شبانه با قطار از پاریس آمدند تا در مراسم خاکسپاری شرکت کنند. ویکتور هوگو به نوان نیامد اما نامه‌ای که فرستاده بود در مراسم خوانده شد. در سال ۲۰۰۴ طرح بحث‌برانگیز جابه‌جایی بقایای پیکر او به پانتئون مطرح شد.

## آثار
- سفر به اُوِرن (۱۸۲۷، طرحی به شکل خودزندگی‌نامه)
- همسفر فرانسه (۱۸۴۰)
- فادت کوچولو (۱۸۴۸)
- قلعه‌ای در بیابان (۱۸۵۰)
- داستان زندگی من (۱۸۵۵، خودزندگی‌نامه تا انقلاب ۱۸۴۸)

### رمان‌ها
- سرخ و سپید (۱۸۳۱، به همراه ژول ساندو)
- ایندیانا (۱۸۳۲)
- ولنتاین (۱۸۳۲)
- للیا (۱۸۳۳)
- آندره‌آ (۱۸۳۳)
- ماته‌آ (۱۸۳۳)
- ژاک (۱۸۳۳)
- کوراوغلو/حماسهٔ پارسی (۱۸۳۳)
- لئون لئونی (۱۸۳۳)
- سیمون (۱۸۳۵)
- موپرا (۱۸۳۷)
- موزاییک‌کاران (۱۸۳۷)
- اورئو (۱۸۳۸)
- کشتی دزدان دریایی (۱۸۳۸)
- اسپیریدیون (۱۸۳۹)
- زمستانی در مایورکا (۱۸۳۹)
- پائولین (۱۸۳۹)
- هوراس (۱۸۴۰)
- کونسولو (۱۸۴۲)
- کنتسِ رودولشتات (۱۸۴۳، دنباله‌ای بر کونسولو)
- ژان (۱۸۴۴)
- تِوِرینو (۱۸۴۵)
- گناه آقای آنتوان (۱۸۴۵)
- پروانه‌ای از آنژی‌بو (۱۸۴۵)
- دریای شیطان (۱۸۴۶)
- لوکرزیا فلوریانی (۱۸۴۶)
- فرانسوا لو شامپی (۱۸۴۷)
- فادت کوچولو (۱۸۴۹)
- نی‌انبان‌نوازان (۱۸۵۳)
- دانیلا (۱۸۵۷)
- او و او (۱۸۵۹)
- ژان دو لا روش (۱۸۵۹)
- مرد برفی (۱۸۵۹)
- شهر سیاه (۱۸۶۰)
- مارکی دو ویلمر (۱۸۶۰)
- مادموازل لا کنتینی (۱۸۶۳)
- لورا، سفری در کریستال (۱۸۶۴)
- عشق آخر (۱۸۶۶، به فلوبر تقدیم شده)
- مارکیز (۱۸۳۴)

### نمایشنامه‌ها
- گابریل (۱۸۳۹)
- فرانسوا لو شاپی (۱۸۴۹)
- کلودی (۱۸۵۱)
- اقتباس از «هر طور میل شماست» به زبان فرانسه (۱۸۵۶)
- پیاده‌رو (۱۸۶۲)
- عروسی ویکتورین (۱۸۵۱)
- چرخشت (۱۸۵۳)
- مارکیِ ویلمر (۱۸۶۴)
- سوسن ژاپنی (۱۸۶۶)
- دیگر (با سارا برنادت، ۱۸۷۰)
- کار خوب هرگز بی‌ثمر نمی‌ماند (۱۸۷۲)

## در آثار دیگران

### در ادبیات
رمان دارایی (۱۹۹۰)، نوشتهٔ انتونیا سوزان بیات ارجاعات ادبی فراوانی به ژرژ ساند دارد. شاعر آمریکایی والت ویتمن نیز رمان کونسولوی ساند را یکی از کتاب‌های محبوب خود می‌خواند، دست‌کم چند قطعه در دنبالهٔ این رمان کنتسِ رودولشتات وجود دارد که تأثیر مستقیمی بر ویتمن داشته‌است. الیزابت برت براونینگ (۱۸۶۱–۱۸۰۶)، شاعر انگلیسی، دو شعر به نام‌های به ژرژ ساند: یک هوس و به ژرژ ساند: شناخت دوباره سروده‌است. شخصیت استپان ورخونسکی در رمان جن‌زدگان داستایوسکی می‌خواهد آثار ژرژ ساند را در نشریه‌اش ترجمه کند که دولت روسیه در دههٔ ۱۸۴۰ نشریه را توقیف می‌کند. در نمایشنامهٔ سفر اولین قسمت از سه‌گانهٔ ساحل آرمان‌شهر تام استوپارد چندین بار به ژرژ ساند اشاره می‌شود. در اولین اپیزود از پیش‌درآمد  طرف خانهٔ سوان، جلد اول در جستجوی زمان ازدست‌رفتهٔ پروست، مادر رمان فرانسوا لو شامپی را برای مارسل جوان و پریشان‌حال می‌خواند و مارسل آرام می‌شود. این کتاب، به همراه دریای شیطان، فادت کوچولو و نی‌انبان‌نوازان هدیه‌ای از طرف مادربزرگ مارسل است. در بخش‌های دیگر رمان که دربارهٔ هنر است هم اشاره‌هایی به ژرژ ساند و تفسیر آثار او شده‌است.
ژرژ ساند در زوروی ایزابل آلنده هم حضور دارد. در این کتاب دختر جوانی هست که به نام پیش از ازدواج ساند خوانده می‌شود و به دیه‌گو دلاوگا (زورو) دل می‌بندد.
در کتاب اتاقی از آن خود اثر ویرجینیا ولف به ژرژ ساند اشاره شده‌است.

### در فیلم، موسیقی و تلویزیون
- ترانه‌ای برای یادآوری (۱۹۴۵)، به کارگردانی چارلز ویدور، با بازی مرل اوبرسون در نقش ژرژ ساند و کورنل وایلد در نقش شوپن.
- ترانه بی‌پایان (۱۹۶۰)، به کارگردانی چارلز ویدور (که پیش از پایان فیلمبرداری درگذشت و جورج کوکور کارگردانی را ادامه داد)، با بازی درک بوگارد در نقش فرانتس لیست و پاتریشیا موریسون در نقش ژرژ ساند.
- زن بدنام (۱۹۷۴)، مینی‌سریال هفت قسمتی تولید بی‌بی‌سی، با بازی روزمری هریس در نقش ژرژ ساند و جورج چاکیریس در نقش شوپن.
- در ۱۹۷۶ گروه موسیقی آمبروزیا ترانه‌ای به نام با من برقص، ژرژ بر اساس داستان عشق ساند و شوپن ضبط کردند. در آلبوم آنجا که هرگز سفر نکرده‌ام آمبروزیا جودی دیویس در نقش ژرژ ساند و هیو گرانت در نقش شوپن بازی کرده‌اند.
- بچه‌های قرن (۱۹۹۹)، با بازی ژولیت بینوش در نقش ژرژ ساند و بنوا مژیمل در نقش آلفرد دو موسه.
- شوپن (۲۰۰۲)، به کارگردانی جرزی آنتژاک، و با بازی دانوتا استنکا در نقش ژرژ ساند و پیوتر آدامژیک در نقش شوپن.
- ساند… ژرژ در جستجوی سپیده‌دم (اُرُر) (۲۰۰۳)، فیلم تلویزیونی به کارگردانی فرانسوا رنه ژامه و لورن ماروکو، با صدای لمبرت ویلسون.
- در سال ۲۰۰۷، سلین دیون ترانه‌ای با نام نامه‌های ژرژ ساند به آلفرد دو موسه اجرا کرد که در آلبوم فرانسه‌زبان آنها منتشر شده‌است.